# Industrie automobile britannique

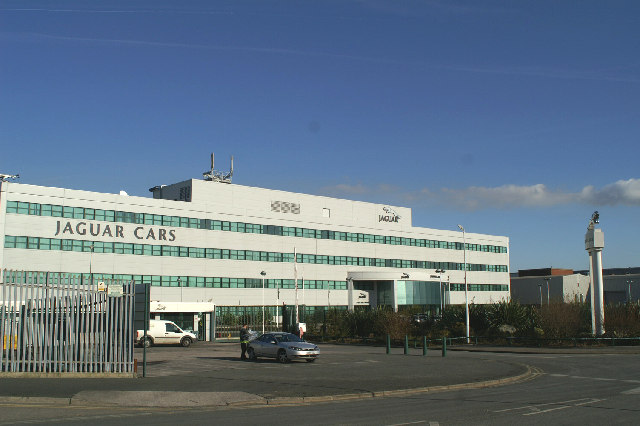
Constructeur automobile, Royaume Uni

L'industrie automobile au Royaume-Uni est plus connue de nos jours pour ses voitures de luxe et de sport. Durant les années de la fin du XXe siècle elle a subi de grosses pertes parmi les constructeurs. Les marques les plus connues sont Aston Martin, Bentley, Jaguar, Land Rover, Lotus, McLaren, MG, Mini, Morgan et Rolls-Royce.
Les constructeurs automobiles de grandes séries avec une présence importante au Royaume-Uni sont principalement d'origine étrangère : Honda UK, Nissan Motor UK, Toyota UK et Vauxhall Motors, filiale du constructeur allemand Opel AG, lui-même filiale du groupe français PSA Peugeot-Citroën désormais intégré dans Stellantis.
Les constructeurs de véhicules utilitaires comprennent : Alexander Dennis constructeur d'autobus et camions de pompiers, Ford constructeur de VCL (Ford UK a vendu sa division poids lourds à IVECO en 1986), IBC Vehicles/GMM Luton (filiale de Opel AG), Leyland Trucks (filiale de l'américain Paccar) and London Taxis International (filiale du chinois Geely).
En 2008, le secteur de la construction automobile au Royaume-Uni avait un chiffre d'affaires de 52,5 milliards de livres sterling (soit environ 67 milliards d'euros 2014) et a généré 26,6£ milliards d'exportations pour une production d'environ 1,45 million de véhicules de tourisme et 203 000 véhicules utilitaires.
En cette année 180 000 salariés ont été directement employés dans la fabrication d'automobiles au Royaume-Uni, mais le secteur emploie plus de 640 000 personnes au total, production, commerce de détail et services. Le Royaume-Uni dispose d'un important potentiel dans la fabrication de moteurs. En 2008, environ 3,16 millions de moteurs ont été produits dans le pays Le Royaume-Uni joue également un rôle très important dans la course automobile et l'industrie du sport automobile emploie actuellement près de 38 500 personnes. Elle comprend environ 4 500 entreprises et son chiffre d'affaires annuel est d'environ 6£ milliards.
Les origines de l'industrie automobile au Royaume-Uni remontent à la fin du XIXe siècle. Dans les années 1950, le Royaume-Uni était le second plus grand pays producteur de voitures dans le monde après les États-Unis et le plus grand exportateur.
Mais, dans les décennies suivantes, cette industrie a connu une croissance beaucoup plus faible que dans les pays concurrents tels que la France, l'Allemagne ou le Japon. En 2008, le Royaume-Uni occupait le 12e rang parmi les pays producteurs de voitures. Depuis la fin des années 1980 de nombreuses marques de voitures ont été acquises par des sociétés étrangères : BMW avec Mini et Rolls-Royce, le chinois SAIC Motor avec MG, l'indien Tata Motors avec Jaguar et Land Rover et Volkswagen avec Bentley.
De nombreuses marques sont actuellement en sommeil : Austin, disparue en 1988 mais dont la marque a été rachetée par le chinois Nanjing Automobile avec MG Rover en 2005 ; Riley, disparu en 2005 avec la faillite de MG Rover ; Rover, mis en faillite en 2005 et racheté par le chinois Nanjing Automobile, lui-même absorbé par son compatriote SAIC en 2007 et Triumph, disparu en 1984. Toutes ces anciennes marques réputées, sont également détenues par des sociétés étrangères.
Les voitures britanniques les plus célèbres et emblématiques sont : Aston Martin DB5 de 1963, Aston Martin V8 Vantage de 1977, Bentley 4½ Litre de 1927, Jaguar E-Type de 1961, Land Rover Defender de 1948, Lotus Esprit de 1976, McLaren F1 de 1992, MG MGB de 1962, Mini de 1959, Range Rover de 1970 et Rolls-Royce Phantom III de 1936,,,,.
Les principaux concepteurs d'automobiles britanniques sont : John Polwhele Blatchley, à qui l'on doit une bonne part des modèles Rolls-Royce et Bentley ; Ian Callum, qui a opéré d'abord chez Ford UK, puis chez TVR et actuellement chez Jaguar ; Colin Chapman, le fondateur de Lotus ; Alec Issigonis célèbre designer grec à qui l'on doit la Mini ; Charles Spencer King, qui a travaillé chez Rover et a participé aux célèbres coupés Triumph et Gordon Murray qui a construit et fait courir ses propres voitures après avoir œuvré chez Brabham et McLaren Racing.